# グレーブヤード ゾンビの墓場
『グレーブヤード ゾンビの墓場』（原題：Graveyard of the Living Dead）は、2008年にドイツで製作されたゾンビ映画。日本では、同年11月14日にDVDが発売された。

## 概要
全編ビデオカメラ（カムコーダ）撮影の低予算作品。そのため、マーク・ローンストック監督以下、多くのスタッフとキャストが、複数の役職を兼任しているのが特徴。また、『バリケード』などで知られる映画監督のティモ・ローズが特別出演で、後半に登場するベンを演じている。

## キャスト
- ボブ：ステファン・ルーデル
- ポール：アレクサンダー・レッカート
- ヘンリー：ラース・ローンストック
- リック：ラモン・カルテンバッハ
- トム：マーク・ローンストック
- デヴィッド：マーティン・ルーデル
- ジェニー：サラ・オーペン
- リサ：カリン・バーカード
- アンディ：ボリス・スチュウェイカード
- ベン：ティモ・ローズ（特別出演）

## スタッフ
- 監督＆脚本：マーク・ローンストック
- 製作＆製作総指揮：ラース・ローンストック
- 共同製作：ラモン・カルテンバッハ、クリスチャン・レッカート、マーク・ローンストック、マーティン・ルーデル
- 音楽：ラモン・カルテンバッハ、マーティン・ルーデル
- 撮影監督：クリスチャン・レッカート
- 撮影助手：マーク・ローンストック、マーティン・ルーデル
- 編集：マーク・ローンストック
- 編集助手：マーティン・ルーデル、マリオ・ジマースキット
- 照明：マーク・ローンストック、マーティン・ルーデル
- 録音：マーク・ローンストック、マーティン・ルーデル
- 整音：マーティン・ルーデル
- 整音助手：マーク・ローンストック、マリオ・ジマースキット
- 音響効果：ラモン・カルテンバッハ、マーティン・ルーデル
- 美術監督：クリスチャン・レッカート、マーク・ローンストック
- セット・デザイン＆装飾：クリスチャン・レッカート、マーク・ローンストック
- 特殊メイク＆特殊造形：クリスチャン・レッカート、マーク・ローンストック
- 特殊効果助手：ラモン・カルテンバッハ、マーティン・ルーデル、ボリス・スチュウェイカード
- 視覚効果：クリスチャン・レッカート、マーク・ローンストック
- スタント指導：クリスチャン・レッカート、マーク・ローンストック
- スタント：カリン・バーカード、マーティン・ルーデル
- 助監督：クリスチャン・レッカート、マーティン・ルーデル
- オープニング演出：ラース・ローンストック
- 挿入歌
  - BLITKID： 「Teenage Necrophilian Love」
  - THE OTHER： 「Beware of Ghouls」、「Shadows from the Past」
  - GODFORSAKEN： 「Home」、「Just a Son」、「Love in Grey」
  - BLUTZUKKER： 「From Hell」